# NGC 7743
NGC 7743 (również PGC 72263 lub UGC 12759) – galaktyka spiralna z poprzeczką (SB0-a), znajdująca się w gwiazdozbiorze Pegaza. Odkrył ją William Herschel 18 października 1784 roku. Należy do galaktyk Seyferta typu 2.